# Slokutschene-Gletscher
Der Slokutschene-Gletscher (bulgarisch ледник Злокучене lednik Slokutschene) ist ein 13 km langer und 3,5 km breiter Gletscher an der Nordenskjöld-Küste des Grahamlands auf der Antarktischen Halbinsel. Vom Mrahori Saddle fließt er nördlich des Rissimina-Gletschers, östlich des Rogosch-Gletschers und südlich des unteren Abschnitts des Drygalski-Gletschers in östlicher Richtung zwischen dem Kyustendil Ridge und den Lovech Heights und mündet nordwestlich des Pedersen-Nunataks ins Weddell-Meer.
Britische Wissenschaftler kartierten ihn 1978. Die bulgarische Kommission für Antarktische Geographische Namen benannte ihn 2012 nach der Ortschaften im Westen und Süden Bulgariens.